# Lijst van fractievoorzitters van D66 in de Tweede Kamer
Hieronder staat een lijst van fractievoorzitters van de Democraten 66 (D66) in de Tweede Kamer.

## Fractievoorzitters
| Fractievoorzitter                     | Fractievoorzitter                                | Termijn                              | Periode    |
| ------------------------------------- | ------------------------------------------------ | ------------------------------------ | ---------- |
| H.A.F.M.O. (Hans) van Mierlo          | mr. H.A.F.M.O. (Hans) van Mierlo (1931–2010)     | 23 februari 1967 – 1 september 1973  | 1967–1971  |
| H.A.F.M.O. (Hans) van Mierlo          | mr. H.A.F.M.O. (Hans) van Mierlo (1931–2010)     | 23 februari 1967 – 1 september 1973  | 1971–1972  |
| H.A.F.M.O. (Hans) van Mierlo          | mr. H.A.F.M.O. (Hans) van Mierlo (1931–2010)     | 23 februari 1967 – 1 september 1973  | 1972–1977  |
| J.C. (Jan) Terlouw                    | dr. J.C. (Jan) Terlouw (1931–2025)               | 1 september 1973 – 11 september 1981 |            |
| J.C. (Jan) Terlouw                    | dr. J.C. (Jan) Terlouw (1931–2025)               | 1 september 1973 – 11 september 1981 | 1977–1981  |
| J.C. (Jan) Terlouw                    | dr. J.C. (Jan) Terlouw (1931–2025)               | 1 september 1973 – 11 september 1981 | 1981–1982  |
| L.J. (Laurens Jan) Brinkhorst         | mr. L.J. (Laurens Jan) Brinkhorst (1937)         | 11 september 1981 – 10 november 1982 |            |
| L.J. (Laurens Jan) Brinkhorst         | mr. L.J. (Laurens Jan) Brinkhorst (1937)         | 11 september 1981 – 10 november 1982 | 1982–1986  |
| M.B. (Maarten) Engwirda               | drs. M.B. (Maarten) Engwirda (1943)              | 10 november 1982 – 3 juni 1986       |            |
| H.A.F.M.O. (Hans) van Mierlo          | mr. H.A.F.M.O. (Hans) van Mierlo (1931–2010)     | 3 juni 1986 – 22 augustus 1994       | 1986–1989  |
| H.A.F.M.O. (Hans) van Mierlo          | mr. H.A.F.M.O. (Hans) van Mierlo (1931–2010)     | 3 juni 1986 – 22 augustus 1994       | 1989–1994  |
| H.A.F.M.O. (Hans) van Mierlo          | mr. H.A.F.M.O. (Hans) van Mierlo (1931–2010)     | 3 juni 1986 – 22 augustus 1994       | 1994–1998  |
| G.J. (Gerrit Jan) Wolffensperger      | mr.drs. G.J. (Gerrit Jan) Wolffensperger (1944)  | 22 augustus 1994 – 21 november 1997  |            |
| Th.C. (Thom) de Graaf                 | mr. Th.C. (Thom) de Graaf (1957)                 | 21 november 1997 – 19 mei 1998       |            |
| E. (Els) Borst                        | dr. E. (Els) Borst (1932–2014)                   | 19 mei 1998 – 30 mei 1998            | 1998–2002  |
| Th.C. (Thom) de Graaf                 | mr. Th.C. (Thom) de Graaf (1957)                 | 30 mei 1998 – 22 januari 2003        | 1998–2002  |
| Th.C. (Thom) de Graaf                 | mr. Th.C. (Thom) de Graaf (1957)                 | 30 mei 1998 – 22 januari 2003        | 2002–2003  |
| B.O. (Boris) Dittrich                 | mr. B.O. (Boris) Dittrich (1955)                 | 22 januari 2003 – 3 februari 2006    |            |
| B.O. (Boris) Dittrich                 | mr. B.O. (Boris) Dittrich (1955)                 | 22 januari 2003 – 3 februari 2006    | 2003–2006  |
| L.W.S.A.L.B. (Lousewies) van der Laan | mr. L.W.S.A.L.B. (Lousewies) van der Laan (1966) | 3 februari 2006 – 30 november 2006   |            |
| A. (Alexander) Pechtold               | drs. A. (Alexander) Pechtold (1965)              | 30 november 2006 – 8 oktober 2018    | 2006–2010  |
| A. (Alexander) Pechtold               | drs. A. (Alexander) Pechtold (1965)              | 30 november 2006 – 8 oktober 2018    | 2010–2012  |
| A. (Alexander) Pechtold               | drs. A. (Alexander) Pechtold (1965)              | 30 november 2006 – 8 oktober 2018    | 2012–2017  |
| A. (Alexander) Pechtold               | drs. A. (Alexander) Pechtold (1965)              | 30 november 2006 – 8 oktober 2018    | 2017–2021  |
| R.A.A. (Rob) Jetten                   | drs. R.A.A. (Rob) Jetten (1987)                  | 8 oktober 2018 – 31 maart 2021       |            |
| S.A.M. (Sigrid) Kaag                  | S.A.M. (Sigrid) Kaag MA MPhil (1961)             | 31 maart 2021 – 10 januari 2022      | 2021–2023  |
| R.A.A. (Rob) Jetten                   | drs. R.A.A. (Rob) Jetten (1987)                  | 25 mei 2021 – 10 januari 2022        | 2021–2023  |
|                                       | mr. J.M. (Jan) Paternotte (1984)                 | 11 januari 2022 – 6 december 2023    | 2021–2023  |
| R.A.A. (Rob) Jetten                   | drs. R.A.A. (Rob) Jetten (1987)                  | 6 december 2023 – heden              | 2023–heden |